# Diopatra musseraensis
Diopatra musseraensis är en ringmaskart som beskrevs av Augener 1918. Diopatra musseraensis ingår i släktet Diopatra och familjen Onuphidae. Inga underarter finns listade i Catalogue of Life.